# キム・バッテン
キム・バッテン（Kim Batten、1969年3月29日 - ）は、アメリカ合衆国ジョージア州出身の元陸上競技選手。
1995年の世界選手権の400mハードル決勝では、トーニャ・ビュフォード＝ベイリー（アメリカ）と最後までデッドヒートを繰り広げたが、100分の1秒差でバッテンが競り勝って優勝。52.61秒の世界新記録（当時）を樹立した。
1996年アトランタオリンピック400mハードルでは銀メダルを獲得した。
1997年の世界選手権では、400mハードルで銅メダル、4×400mリレーの3走として銀メダルをそれぞれ獲得した。
2001年シーズン末に引退。その後2005年初頭にフロリダ州で行われた記録会で、いくつかの短距離種目で記録を残している。
バッテンの世界記録は2003年にユリア・ペチョンキナ（ロシア）によって破られるが、このタイムは2022年7月現在、世界歴代8位である。

## 主な実績
| 年   | 大会                     | 場所                               | 種目         | 結果 | 記録    |
| ---- | ------------------------ | ---------------------------------- | ------------ | ---- | ------- |
| 1993 | IAAFグランプリファイナル | ロンドン（イギリス）               | 400mハードル | 3位  | 53.86秒 |
| 1995 | パンアメリカン競技大会   | マル・デル・プラタ（アルゼンチン） | 400mハードル | 1位  | 54.74秒 |
| 1995 | 世界選手権               | イェーテボリ（スウェーデン）       | 400mハードル | 1位  | 52.61秒 |
| 1995 | IAAFグランプリファイナル | モンテカルロ（モナコ）             | 400mハードル | 1位  | 53.49秒 |
| 1996 | オリンピック             | アトランタ（アメリカ合衆国）       | 400mハードル | 2位  | 53.08秒 |
| 1997 | 世界選手権               | アテネ（ギリシャ）                 | 400mハードル | 3位  | 53.52秒 |
| 1997 | IAAFグランプリファイナル | 福岡市（日本）                     | 400mハードル | 1位  | 53.45秒 |
| 1998 | IAAF陸上ワールドカップ   | ヨハネスブルグ（南アフリカ共和国） | 400mハードル | 3位  | 53.17秒 |

## 記録
- 100メートル、200メートルのほか、室内種目の55メートル競走や55メートルハードルでも記録を残している。

- 100m　12.00秒　（2005年3月5日）
- 200m　24.38秒　（2005年3月5日）
- 400m　50.61秒　（1998年5月23日）
- 400mH 52.61秒　（1995年8月11日）